# ローヒラー族
ローヒラー族（ローヒラーぞく、パシュトー語：روهیله, ウルドゥー語： روہیلہ, ヒンディー語: रोहिला、英語：Rōhilā）は、ウルドゥー語を話すアフガン系民族。ローヒラー・パターン（Rohilla Pathan）、ローヒラー・アフガン（Rohilla Afghan）とも呼ばれる。
かつて、北インドのウッタル・プラデーシュ州北西部に相当するローヒルカンドと呼ばれる地域に居住していた。現在はインド、パキスタン、アフガニスタンなど各国に居住している。総数は200万人ほど。

## 歴史

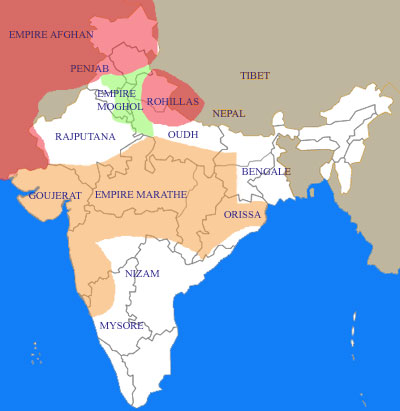
ローヒラー族の支配領域

ローヒラー族の大部分は17世紀から18世紀にアフガニスタンから北インドに移住したとされている。彼らはユースフザイ族の一部であったとされる。彼らの定住、支配した現ウッタル・プラデーシュ州北西部地域はローヒルカンドと呼ばれるようになった。
1705年、アフガンスタンからダーウード・ハーン・ローヒラーがインドに定住し、ローヒラー族の指導者となった。彼はバダーユーンを拠点とし、ユースフザイ族などアフガン系民族を結集した。
1721年、ダーウード・ハーンが死に、養子アリー・ムハンマド・ハーンが後を継いだ。彼は強大となり、やがてアワド太守サフダル・ジャングに税の納入を拒否するようになった。彼は1739年にイランのナーディル・シャーがデリーを占拠した際、その軍に従軍して北インドに定住していたアフガン人を自軍に取り入れており、ローヒルカンドの住民は10万人になっていた。ムガル帝国は兵を送り、アリー・ムハンマド・ハーンを捕えてデリーへ送還したが、結局は彼をシルヒンドの知事としてを認め、釈放を余儀なくされた。また、彼の時代にバレイリーが新たな拠点となった。
18世紀後半、ローヒルカンド北部を支配していた族長の一人ナジーブ・ハーンが台頭し、ナジーバーバードを拠点とした。彼はマラーター同盟の台頭を見て、アフガニスタンのドゥッラーニー朝と同盟し、その創始者アフマド・シャー・ドゥッラーニーに協力した。そして、1761年に第三次パーニーパトの戦いでマラーター軍を打ち破った。
1774年、イギリスはアワド太守を援助し、ローヒルカンドへ攻め入り、ローヒラー族を破った（ローヒラー戦争）。その結果、ローヒルカンドはラームプル、ナジーバーバード一帯を残し、アワドに併合された。その後、アリー・ムハンマド・ハーンの息子ファイズッラー・ハーンはイギリスと軍事保護条約を締結し、支配領土は藩王国となった（ラームプル藩王国）。
ナジーバーバードのローヒラー勢力は独立を保ち続け、ナジーブ・ハーンの孫グラーム・カーディル・ハーンの代になると、1788年に帝都デリーを一時的に占領した。だが、マラーターの有力者マハーダージー・シンディアの攻撃を受け、1789年に捕殺された。その弟のグラーム・ムイーヌッディーン・ハーンはナジーバーバードの支配を失いながらもパンジャーブに逃げ延び、1812年にイギリスの助力でナジーバーバードに戻り、その年金受給者になった。
ラームプル藩王国はその後もイギリス保護の下で存続し続け、1947年8月15日のインド・パキスタン分離独立時までその支配を保った。